# Зигель, Дмитрий Михайлович
Дмитрий Михайлович Зигель (1869 — 11 июля 1922) — русский военачальник, генерал-лейтенант (с 1920). Участник военных действий в Китае 1900—1901 годов, русско-японской 1904—1905 годов, Первой мировой войны, гражданской войны.

## Биография
Окончил Нижегородский кадетский корпус (1887), 2-е Константиновское училище (1889) и Николаевскую академию Генерального штаба (1898).
Участник похода в Китай, 1900—1901.
Участник русско-японской войны 1904—1905.
В 1904 г. — старший адъютант (в оперативном отделе) Управления генерал-квартирмейстера 1-й Маньчжурской армии. В 1907 г.— подполковник и начальник штаба 2-й Сибирской пехотной дивизии.
Участник Первой мировой войны. Командир 7-го гренадерского Самогитского полка (15.01.1914-22.01.1915). Генерал-майор (ст. 20.08.1914; за боевые отличия). Начальник штаба 2-го Туркестанского армейского корпуса (02.11.1915-30.06.1916). Командующий 127-й пехотной дивизией (30.06.1916-10.10.1917).
После революции представитель гетмана Скоропадского в немецкой оккупационной армии; 1918.
В Белом движении: резерв ВСЮР, 02—08.1919. Генерал-квартирмейстер штаба Кавказской армии (генерала Врангеля), 08 — 12.1919. Начальник штаба Кавказской армии (генерал Покровский), 13.12.1919 — 29.01.1920. В Войсках Новороссии генерала Шиллинга. После эвакуации из Одессы (вместе с генералом Шиллингом) комендант города Керчи в Русской армии Врангеля; 03—11.1920. Участвовал в организации десанта генерала Улагая на Кубань, 08-09.1920.
В эмиграции с 11.1920.
Умер в госпитале Панчево, под Белградом (Королевство сербов, хорватов, и словенцев), 1922.

## Награды
- ордена Св. Станислава 3-й ст. (1900);
- Св. Анны 3-й ст. с мечами и бантом (1902);
- Св. Станислава 2-й ст. с мечами (1904);
- Св. Анны 2-й ст. с мечами (1905);
- Св. Владимира 4-й ст. с мечами и бантом (1905);
- Золотое оружие (ВП 05.12.1905);
- мечи и бант к ордену Св. Станислава 3-й ст. (1907);
- Св. Владимира 3-й ст. (06.12.1910);
- мечи к ордену Св Владимира 3-й ст. (ВП 27.10.1914);
- Св. Станислава 1-й ст. с мечами (ВП 26.01.1915);
- Св. Анны 1-й ст. с мечами (ВП 31.05.1915);
- Св. Владимира 2-й ст. с мечами (ВП 21.08.1916)